# Marededeu de Ger
La Marededeu de Ger és una talla de fusta romànica que procedeix de l'església parroquial de Santa Coloma de Ger, pertanyent a la comarca de la Baixa Cerdanya, i actualment es troba exposada al Museu Nacional d'Art de Catalunya de Barcelona, amb el número de catàleg 65503.

## Història
La fusta va ser un dels materials més emprats per a les figures de devoció exemptes en l'època romànica; igual que quan s'utilitzaven pedres, les fustes eren les pròpies del lloc i per a les imatges de les marededeus s'acostumaven a utilitzar dos blocs, l'un per a la Verge i l'altre per al nen; el treball s'acabava normalment amb l'aplicació de policromia per a les destinades a esglésies rurals i, per a grans monestirs o comitents, es cobrien amb metalls preciosos i pedreria, deixant al descobert solament la fusta policromada dels rostres i mans.
Aquesta imatge va ser traslladada per ordre del bisbe en la seva visita pastoral, des de l'església de Santa Coloma de la ciutat de Ger al palau episcopal de la Seu d'Urgell el 7 d'octubre de 1925. Al Museu Nacional d'Art de Catalunya va ingressar l'any 1958.

## Anàlisi
Es tracta d'un grup escultòric tallat en fusta d'àlber policromat, de la Mare de Déu sedent amb l'infant a la falda, el qual beneeix amb la mà dreta i sosté amb l'esquerra un llibre en què hi la inscripció «EGO SUM» ('jo sóc'), —una inscripció que es troba en obres coetànies com a la Maiestas de l'absis de Sant Climent de Taüll. Forma part d'una tipologia coneguda amb el nom de Sedes sapientiae ('tron de la saviesa'), en referència al tron de Salomó esmentat a l'Antic Testament i una de les invocacions en les lletanies lauretanes. La seva realització està datada dintre del segle xii, i segons Noguera i Massa podria aproximar-se al segon terç del segle.

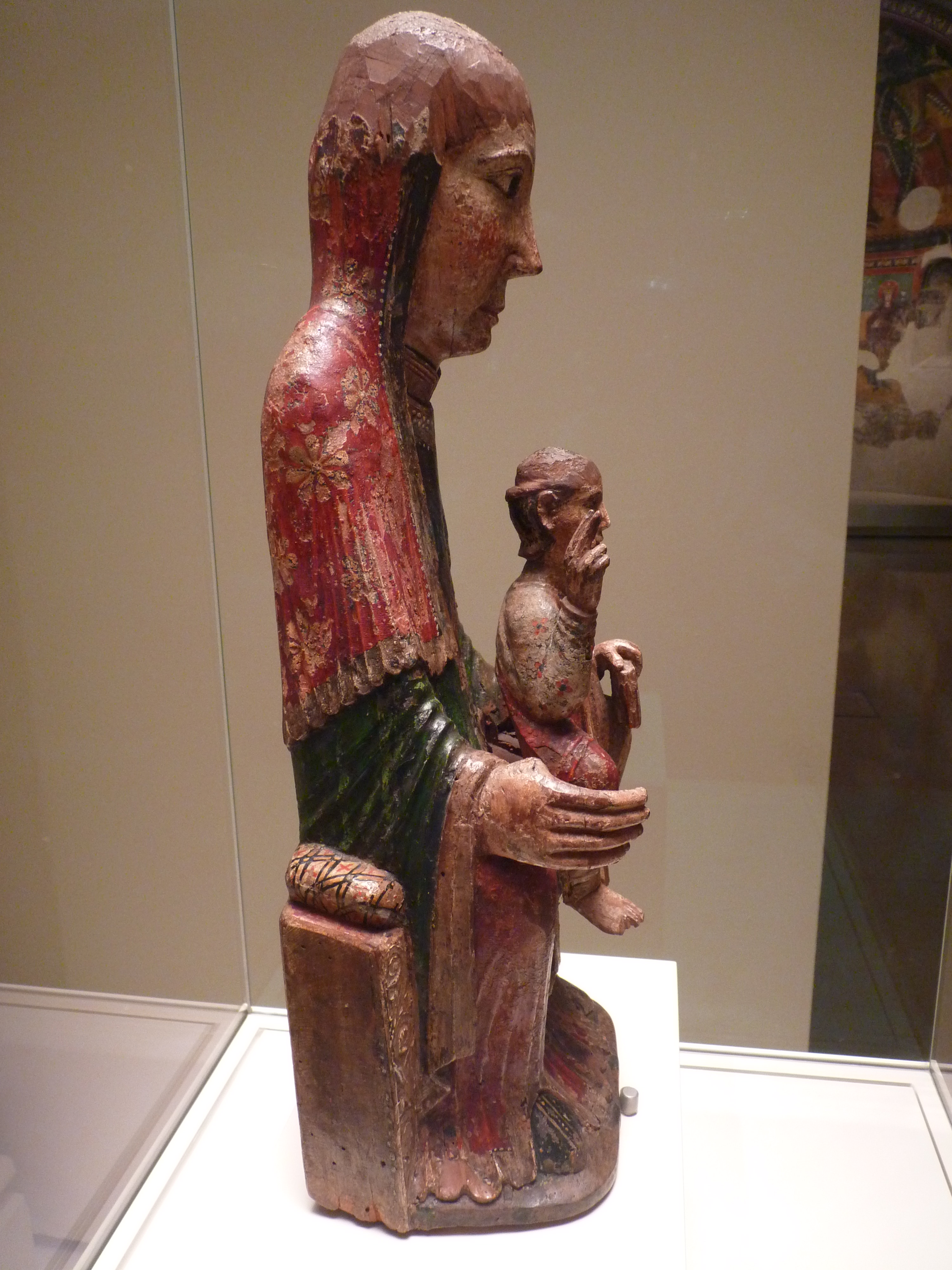
Marededeu de Ger, vista de costat

La imatge de la Mare de Déu amb cara allargada i ulls en punta d'ametlla es troba asseguda sobre un tron baix flanquejat per uns pilars i un coixí amb decoració. Vesteix una túnica vermella amb plecs ordenats simètricament per on li surten a la part inferior les puntes dels peus calçats. Té un vel vermell ornat amb flors, que deixa veure part dels seus cabells i que li cobreix les espatlles i arriba fins al nivell del colze; mostra trets d'haver tingut una corona, segurament posterior a la seva primitiva realització. Les marededéus romàniques reberen en generacions posteriors una corona metàl·lica, així com l'infant Jesús una altra de més petita. Les mans reposen sobre els genolls, obertes en posició de protecció de l'infant sense arribar a tocar-lo; li falten algunes parts dels dits. L'infant es troba assegut al mig de la falda de la seva mare; també ha perdut la corona, deixant al descobert els cabells, que li cauen al darrere de les orelles, i va vestit amb túnica clara de flors, ornada amb galló a l'altura del coll; duu una toga vermella sobre les espatlles i té els peus descalços, mostra la mà dreta ben alta en actitud de beneir i l'esquerra sobre un llibre.
Mare i fill tenen unes línies compositives verticals i simètriques; mostren els rostres molt semblants i tenen els ulls ametllats, que semblen mirar fixament els espectadors. Eren imatges per a provocar devoció i respecte, cosa que s'aconseguia amb una posició solemne de frontalitat, i hieràtica, i també amb la imatge del nen amb els trets que semblen més els d'un adult; distanciaven la humanitat i les possibles distraccions a l'hora de la veneració dels fidels.